# 費迪索夫體育館
費迪索夫體育館（俄语：Фетисов-Арена）是位於俄羅斯符拉迪沃斯托克的室內競技場。它於 2013 年完工，可容納 5,500 名觀眾該場地是大陸冰球聯盟切爾尼謝夫分區隊伍海參崴上將的主場。